# EUniverCities
EUniverCities is een Europees netwerk van universiteitssteden dat op 27 januari 2012 werd opgericht om kennis te delen over de samenwerking tussen steden en hun universiteiten. De vertegenwoordigers van de steden en universiteiten hielden hun eerste officiële bijeenkomst in de Belgische universiteitsstad Gent. Ze ondertekenden er na een driedaags congres een memorandum van overeenstemming. Het secretariaat bevindt zich in het Italiaanse Parma.
In 2021 zijn de volgende paren van steden en universiteiten ('tandems') aangesloten bij het EUniverCities Netwerk: Aveiro, Exeter, Gent, Innsbruck, Lausanne, Linköping, Lublin, Maagdenburg, Malaga, Norrköping, Parma, Timisoara, Trondheim. 